# Feuersturm (Film)
Feuersturm ist ein US-amerikanischer Kriminalfilm aus dem Jahre 1961 von Andrew L. Stone. Der Film wurde am 14. Juni 1961 uraufgeführt. In Deutschland erschien er am 1. September des gleichen Jahres in den Kinos.

## Handlung
In den Wäldern von Oregon werden die drei Teenager Bobbie, Frank und Roy von Sheriff Steve Walsh festgenommen. Ihnen wird ein Raubüberfall auf eine Tankstelle zur Last gelegt. Auf dem Weg zum Gefängnis zieht Bobbie eine versteckte Waffe hervor. Nun ist Walsh ein Gefangener der drei jungen Leute. Die drei beschließen zu Fuß durch die bewaldete Berglandschaft zu flüchten, wobei Walsh sie führen soll. Bobbie, die Walshs Interesse an ihr bemerkt, versucht ihn in der Nacht zu verführen, bleibt aber erfolglos.
Am nächsten Tag versucht der betrunkene Roy den Sheriff in eine Schlucht zu stoßen. Es kommt zu einem Kampf, bei dem stattdessen Roy in die Tiefe stürzt. Als Walsh mit Bobbie und Frank eine Lichtung erreichen, wartet dort ein Suchtrupp der Polizei auf sie. Während es zu einem Streit zwischen Frank und Walsh kommt, bricht ein Waldbrand aus, der durch eine achtlos weggeworfene Zigarette von Frank ausgelöst wird. Das Feuer gerät außer Kontrolle und bedroht die Stadt, in die Bobbie und Frank gebracht werden.
Walsh bringt die von den Flammen eingeschlossenen Bewohner in zwei Eisenbahnwaggons unter. Mit Bobbies Hilfe fährt er die Lokomotive über eine Brücke. Doch in der Mitte der Brücke versagt die Lokomotive und bleibt stehen. Die Bewohner können sich zu Fuß auf die andere Seite der Brücke retten. Frank nutzt das Chaos und entkommt seinen Aufpassern. Er klettert die Brücke hinunter, die jedoch schon Feuer gefangen hat. Die Brücke bricht zusammen und stürzt mit Frank ins Flussbett.

## Kritiken
Das Lexikon des internationalen Films über den Film: „Mäßig spannende Abenteuer- und Krimiunterhaltung mit einem ebenso schmalzigen wie unglaubwürdigen Happy-End. Reizvoll allein die packenden Aufnahmen des Waldbrandes.“
Die Filmzeitschrift Cinema schreibt: „Die effektvolle Pyrotechnik ist beeindruckend, walzt den konfliktreichen Stoff jedoch total platt. Fazit: Viel Rauch, wenig Hitze und ein wässriges Ende.“

## Hintergrund
Gedreht wurde die Produktion der MGM in Vernonia im US-Bundesstaat Oregon sowie am Wynoochee River im Bundesstaat Washington.
Den Titelsong des Filmes komponierte und sang Duane Eddy.
Regisseur Stone hatte sich zuvor durch Gebrauch natürlicher Lichtquellen und Geräusche einen Namen als Regisseur gemacht. Für die Waldbrandszenen wurden reale Filmaufnahmen von Waldbränden in Oregon und Kalifornien eingearbeitet.